# Nutscheid

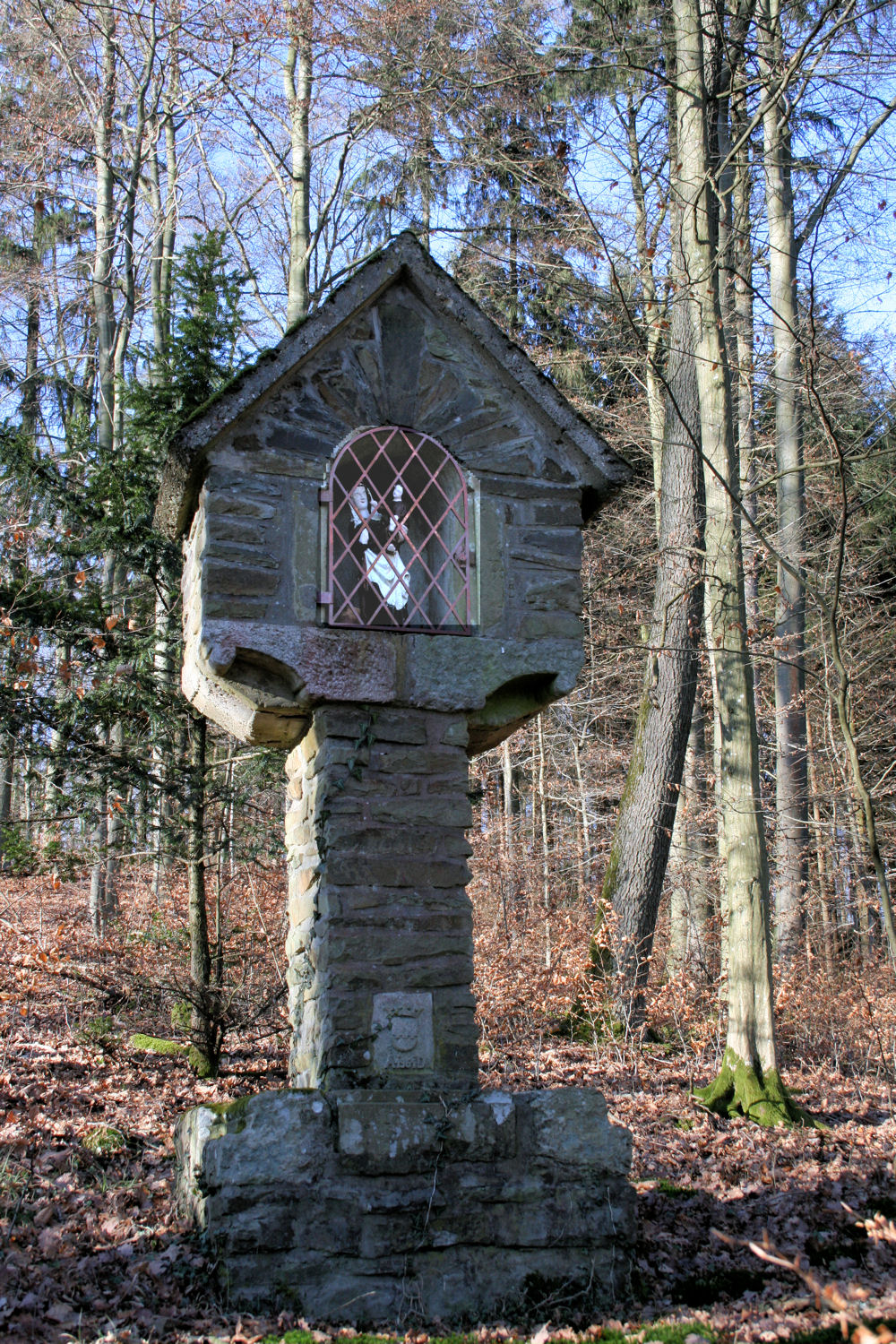
Südlich der Römerstraße und östlich der Mertener Höhe steht der 1961 errichtete Heiligenstock am Thielenbach.

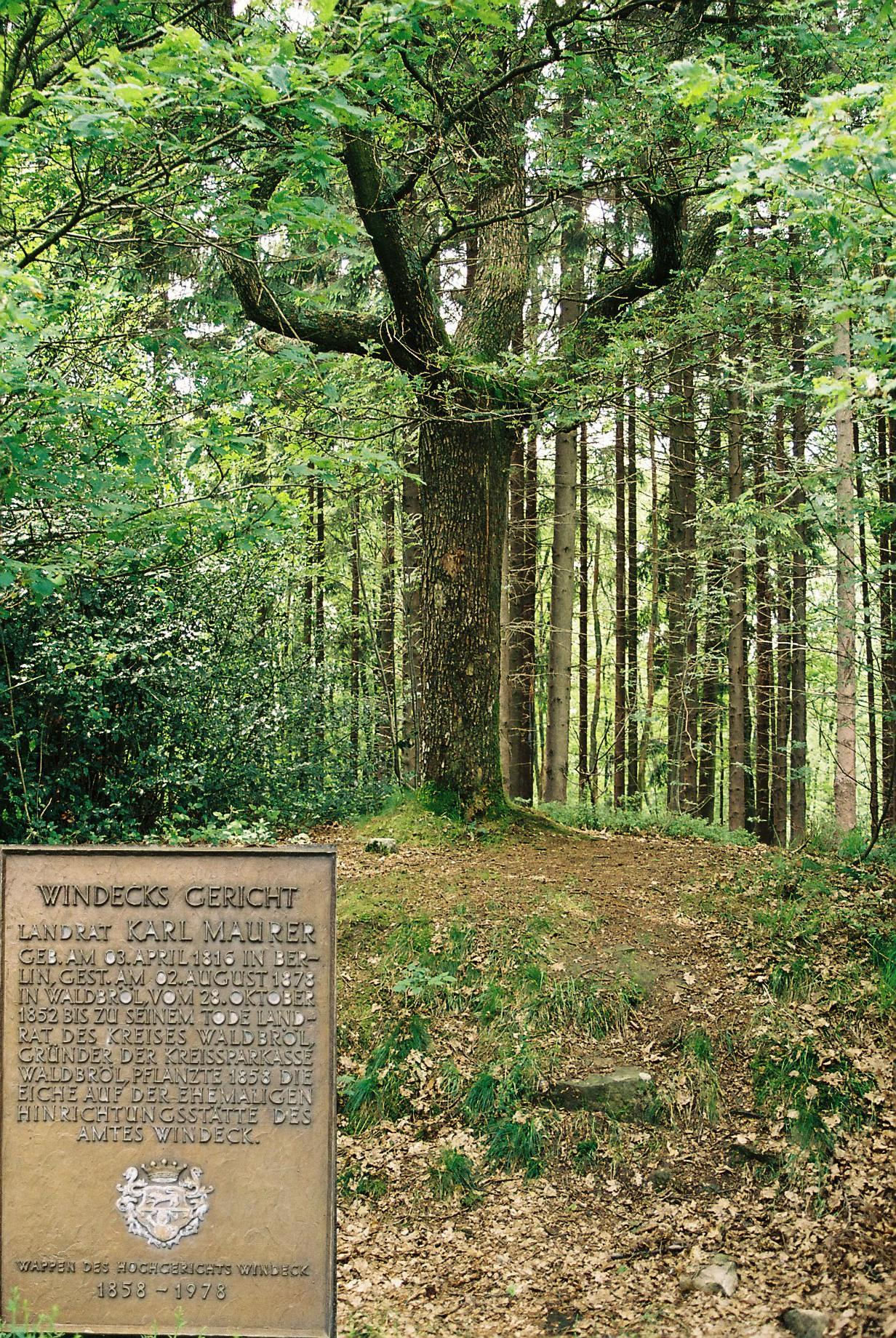
Die ehemalige Richtstätte des Windecker Hochgerichtes, Gedenkplakette

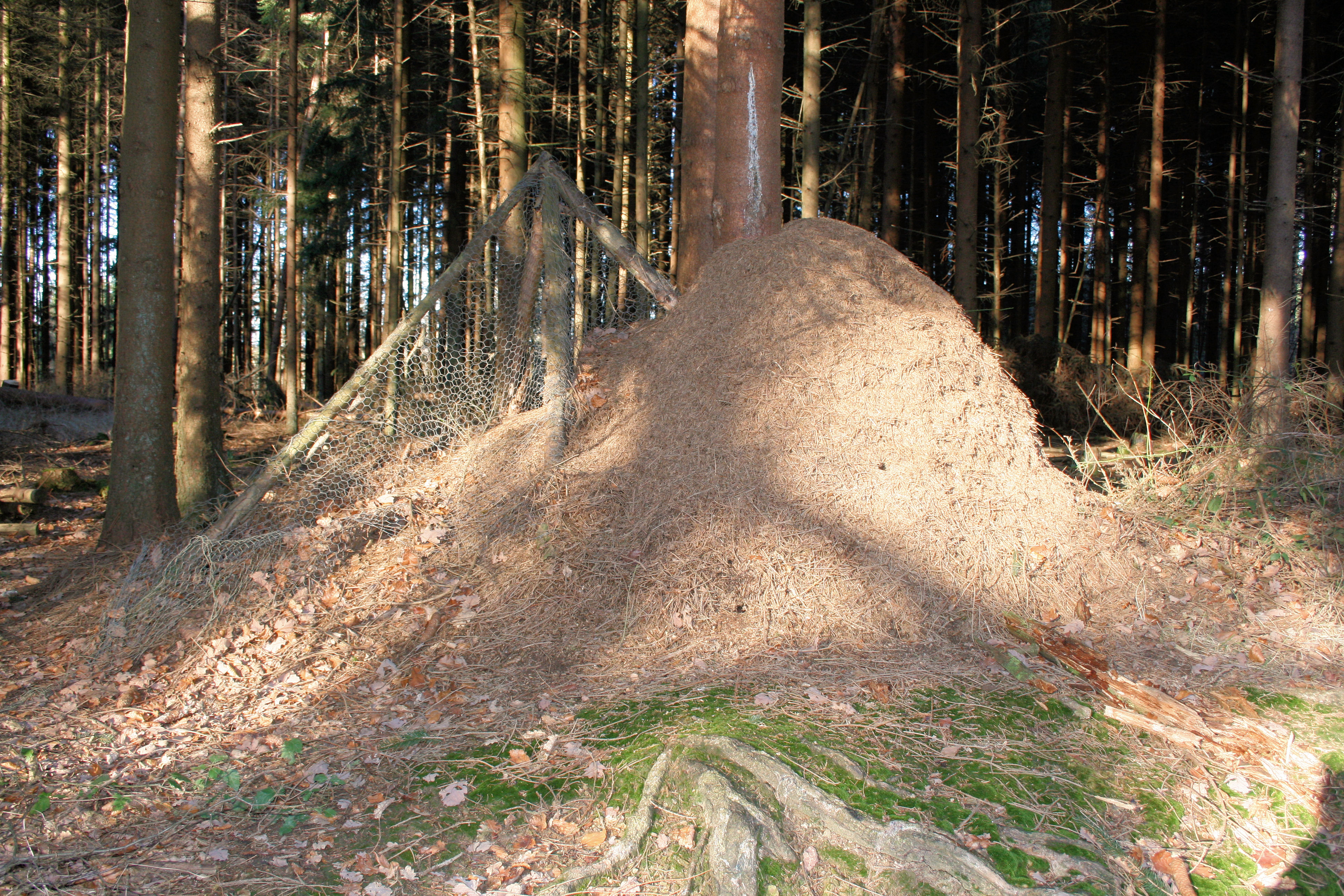
An den Sonnenseiten der Fichtenschonungen siedeln Waldameisen.

Der Nutscheid (auch die oder das Nutscheid) ist ein Höhenzug zwischen den Flüssen Sieg im Süden und Bröl bzw. Waldbrölbach im Norden. Sein westlichster Punkt liegt bei Hennef-Müschmühle am Zusammenfluss von Bröl und Sieg, im Osten ist er in etwa begrenzt durch die Linie Waldbröl/Schladern. Er stellt den Kernbereich des größten zusammenhängenden Waldgebietes im Bergischen Land dar und ist eines der größten Forstgebiete dieser Gegend.

## Namensgebung
Der Nutscheid wurde erstmals in einem verlorenen Blankenberger Weistum des Jahres 1384 erwähnt mit einer Artikelverwendung, die in der erhaltenen Transkription der Redinghovenschen Sammlung 1661 ausgeschrieben „tuischen der Noutschyt und Probach“ lautete, was auf eine weibliche Form des Artikels hinauslaufen würde, falls kein Fehler in der Transkription evtl. im Original vorhandener Kürzel vorliegt. Herangezogen werden könnte u. a. auch eine Urkunde des Staatsarchivs in Düsseldorf aus dem Jahr 1582, wo es in Zeile 7 heißt „uf die nutscheide“ und in Zeile 76 „das Notscheidt“, die Artikelverwendung also schwankt. In der Mercator-Karte von 1575 war der Höhenrücken als „Notscheidt“ aufgeführt, die Karte des Siegburger Vergleichs bezeichnete ihn 1604 als „Noitscheid“. Die Herkunft des Namens ist indes ungewiss. Ist der Wortbestandteil „Scheid“ noch eindeutig als ein bewaldeter Bergrücken zu bestimmen, mag die Silbe „Not“ sich auf den Begriff Not beziehen; denkbar ist aber auch eine Herleitung aus der Himmelsrichtung Norden oder vom indogermanischen Wort neth für sich neigen. Topographische Karten verwendeten lange Zeit den männlichen Artikel und verzeichneten „Der Nutscheid“. Neuere topographische Karten verzichten auf den Artikel und verzeichnen nur noch „Nutscheid“.

## Berge
Die höchste Erhebung des Nutscheids ist das Hohe Wäldchen mit einer Höhe von 378 m ü. NHN. Weitere Berge sind der Goldberg und der Selbachsberg.

## DieRömerstraße
Wie der Volksmund behauptet, führte bereits zu Zeiten der Römer im Rheinland ein Handelsweg von Köln über Siegburg durch den Nutscheid weiter ins Siegerland: die „Römerstraße“. Ihr Bau wird einerseits dem römischen Kaiser Probus zugeschrieben, andererseits wird auch der Feldherr Drusus genannt. Beides ist allerdings nicht richtig, denn es fehlt ihr an jeglichem Unterbau, wie er den von den Römern erbauten Straßen eigen ist. Vielmehr ist sie als Naturweg durch kontinuierliche Nutzung mit Pferden und Wagen entstanden, wobei unpassierbar gewordene Streckenstücke schlicht umfahren wurden. Solche „mehrspurigen“ Abschnitte sind heute noch im Gelände sichtbar.
Dass nicht die Römer die Urheber der Straße waren, schließt jedoch nicht aus, dass sie bereits zur Zeit der Kelten (um 500 v. Chr.) entstanden ist, um das im Siegerland abgebaute Eisenerz in das schon stark besiedelte Rheintal zu befördern. Darauf deutet auch die alternative Bezeichnung der alten Handelsstraße als Eisenweg hin.
Erst im Mittelalter erlangte die über die Höhen führende „Nothscheider Straß, welche nacher Bonn fuhret“ (Karte des Kirchspiels Ruppichteroth von 1644) überregionale Bedeutung, bis sich der Verkehr im 19. Jahrhundert in die inzwischen weitgehend trockengelegten und durch Straßen und Eisenbahnen erschlossenen Täler verlagerte. Neben der Brüderstraße, die von Köln nach Siegen führte, war die Nutscheidstraße (so auch heute noch die offizielle Bezeichnung) vom 12. bis zum beginnenden 18. Jahrhundert die bedeutendste Fernverbindung im südlichen Bergischen Land.
Heute dient der Höhenweg einerseits als Anfahrts- und Transportweg für forstwirtschaftliche Arbeiten, andererseits der Freizeitgestaltung, hier vor allem zum Wandern, Joggen, Radfahren und Reiten. So verläuft etwa der Wanderweg der Deutschen Einheit über ein Teilstück der Nutscheidstraße, ebenso der Nutscheidhöhenweg, ein Radweg auf alten Handelswegen.

## Grenzland
Der Nutscheid war und ist Grenzland. Bis 1604 verlief über seinen Kamm die Grenze zwischen dem Herzogtum Berg und der Herrschaft Homburg, was heute noch an sprachlichen und konfessionellen Unterschieden nachvollziehbar ist. Mehrere zum Teil gut erhaltene Überreste von mittelalterlichen Abschnitts-Landwehren und Höhensperren zeugen von diesen unruhigen Zeiten. Seit 1932 stoßen hier Oberbergischer und Siegkreis (heute: Rhein-Sieg-Kreis) aufeinander.

## Forstwirtschaft und Bergbau

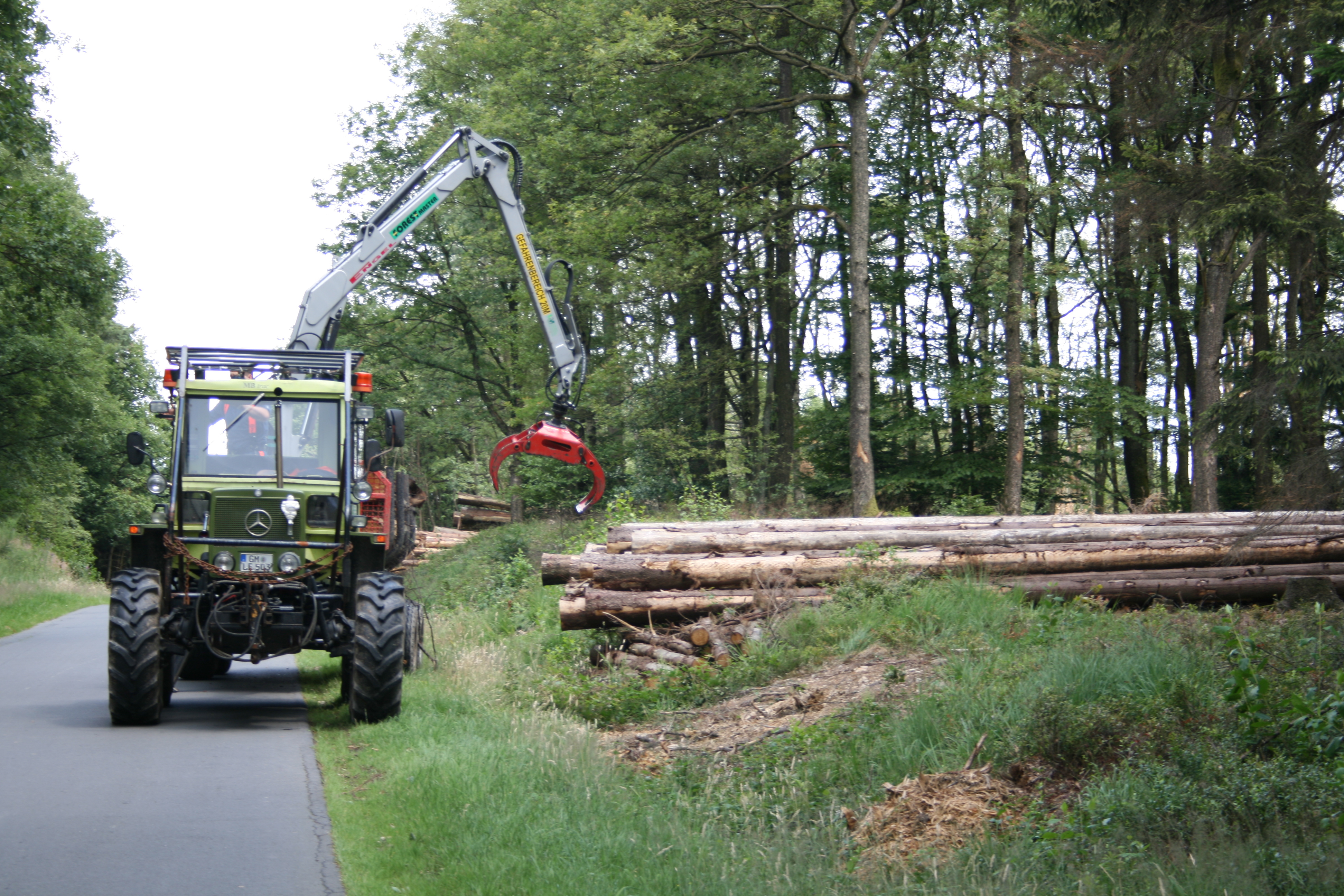
Forstwirtschaftliche Nutzung

Neben der heute noch intensiv betriebenen wirtschaftlichen Nutzung des Waldes wurden seit dem Mittelalter Erze abgebaut und an den Bächen des Nutscheids, unter Verwendung von in den Wäldern gewonnener Holzkohle, verhüttet – hauptsächlich zu Blei und Kupfer. Es wurden an die 15 Verhüttungsplätze und zwei Rennfeueranlagen festgestellt. Die Schwerpunkte des Bergbaus in der zweiten Hälfte des 19. Jahrhunderts lagen in der Umgebung von Merten mit der Grube Pascha und nordwestlich von Eitorf mit den Gruben Harmonie und Hatzfeld.

## Gerichtsbarkeit
Als Windecker Hochgericht wurde der Galgenberg (356,1 m ü. NHN) im Nutscheid bis ins 19. Jahrhundert genutzt. Durch seine Platzierung direkt an der damals stark frequentierten Überlandstraße sollte fremdes und zwielichtiges Volk abgeschreckt werden. Der Galgenplatz „Windecks Gericht“ ist heute noch ein Ausflugsziel für Wanderungen und geschichtlich Interessierte. Nur rund 250 m östlich davon stehen drei mehrere hundert Jahre alte Eichen.

## Militärische Nutzung

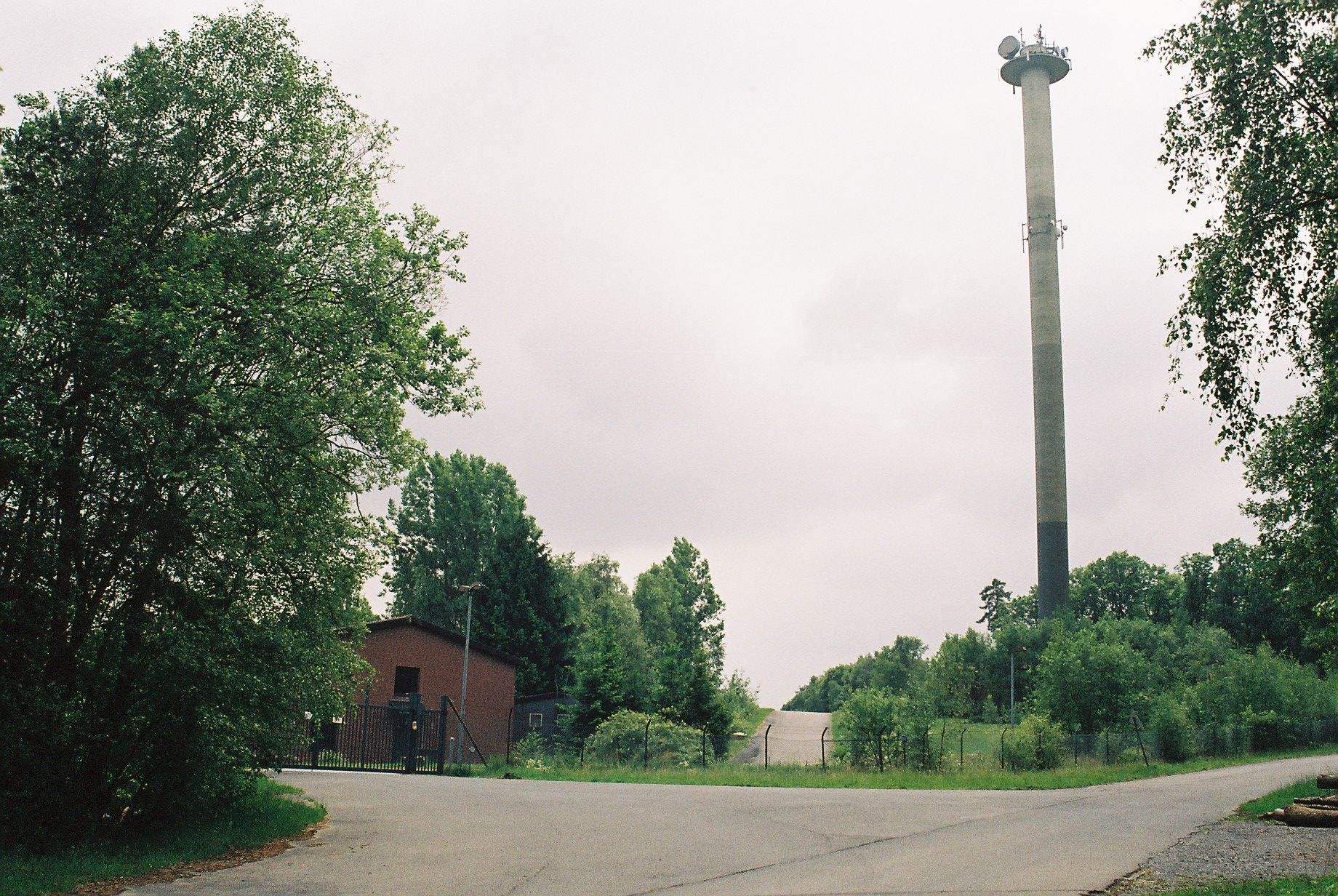
Zeugnisse der Vergangenheit – aufgelassene amerikanische Raketenabwehrstellung

Gegen Ende des Zweiten Weltkriegs befanden sich Abschussrampen für V1-Raketen im Nutscheid. Ihre Standorte waren Hatterscheid, Kuchem, Wingenbach (alle Ruppichteroth) und Eitorf-Rankenhohn. Von dort wurde vom 11. oder 12. Februar bis zum 18. März 1945 Antwerpen beschossen. Nach Kriegsende wurden die Anlagen von britischen Truppen zerstört. 2006 wurden die Reste (Bodenplatten und Wasserbecken) unter Denkmalschutz gestellt.
In der Nutscheid-Kaserne (aufgegeben 2003) waren unter anderem die 3./Flugabwehrraketenbataillon 22, die 6./Flugabwehrraketengruppe 21 und die 6./Flugabwehrraketengeschwader 21 stationiert. Die nukleare Verwahrung für die 3./FlaRakBtl 22 (Nike) war Aufgabe des US Custodial Team (Team C, 52nd USAAD). Während des Kalten Krieges waren Nike Ajax, dann Nike Hercules, später Patriot-Raketen im Nutscheid stationiert, die nach der Auflösung des Konfliktes wieder abgezogen wurden. Bis 1986 wurden hier auch Nuklearsprengköpfe für Nike Hercules Raketen gelagert. Diese wurden beim Abzug der Amerikaner nach Ramstein gebracht. Die ehemalige Militärbasis im Wald mit hohem Observationsturm ist heute noch vorhanden. Die Stadt Waldbröl, zu deren Gemeindegebiet das Gelände gehört, berät seit 2006 über die zukünftige Nutzung.

## Weitere Nutzung
Neben der forstwirtschaftlichen Nutzung im Nutscheid gab es verstärkt Bemühungen um die Einrichtung und den Erhalt eines Naturschutzgebietes. Ein kleiner Teil wurde 1999 zum Naturschutzgebiet „Hohes Wäldchen auf dem Nutscheid“ erklärt. Es befindet sich im Bereich des Hohen Wäldchens.
2009 erlangte der Nutscheid die Aufmerksamkeit der Weltpresse. Große Teile des Films Antichrist mit den Hauptdarstellern Willem Dafoe und Charlotte Gainsbourg wurden im Nutscheid gedreht.

## Naturerlebnis Nutscheid
Seit 2015 vereint im Nutscheid der Panarbora-Park auf einer 8 ha großen Fläche Umweltbildung und Erlebniswelten miteinander. Das Projekt Naturerlebnispark Nutscheid wurde Anfang 2008 bei einem Wettbewerb des Landes Nordrhein-Westfalen zur infrastrukturellen und touristischen Entwicklung als eines der Gewinnerprojekte ausgewählt. Als Übernachtungsmöglichkeiten stehen Gästen des Deutschen Jugendherbergswerks fünf Baumhäuser, drei Dörfer mit jeweils vier Hütten und ein Familien- und Seminarhaus zur Verfügung.